# برتا کارلیک
برتا کارلیک (۲۴ ژانویه ۱۹۰۴ – ۴ فوریه ۱۹۹۰) یک فیزیک‌دان اتریشی بود. او در دانشگاه وین فعالیت داشت و در نهایت، نخستین استاد زن این مؤسسه شد. او هنگام همکاری با ارنست فویین، مقاله‌ای دربارهٔ رادیواکتیویته آب دریا منتشر کرد. او کشف کرد که عنصر شیمیایی ۸۵، یعنی استاتین، محصولی از فرآیندهای طبیعی واپاشی است. این عنصر نخستین بار در سال ۱۹۴۰ توسط دیل آر. کورسون، ک. آر. مک‌کنزی و امیلیو سگره پس از تلاش ناموفق چندین دانشمند برای یافتن آن در مواد معدنی رادیواکتیو، سنتز شد.

## زندگی‌نامه

### سال‌های اولیه و تحصیلات
برتا کارلیک در وین در خانواده‌ای مرفه متولد شد و تحصیلات ابتدایی خود را در خانه گذراند. در دوران آموزش خانگی، او نواختن پیانو را آموخت و به زبان‌های فرانسوی، هلندی و انگلیسی مسلط شد. از سال ۱۹۱۹ تا ۱۹۲۳، او در دبیرستان اصلاح‌شده علوم ریاضی تحصیل کرد. پس از فارغ‌التحصیلی در ۱۹۲۳، به عنوان دانشجوی رسمی در دانشکده فلسفه دانشگاه وین پذیرفته شد و در سال ۱۹۲۸ مدرک دکترای خود را دریافت کرد.
هنگام تحصیل در دانشگاه، کارلیک عضو مهمی از گروه تحقیقاتی هانس پترسون در مؤسسه رادیوم شد، جایی که تخصص او شمارش‌گر سوسوزن بود. کارلیک همچنین بورسیه‌ای از فدراسیون بین‌المللی زنان دانشگاهی دریافت کرد که مستلزم سفر او در حین کار در مؤسسه رادیوم بود.
پس از دریافت مدرک فیزیک، کارلیک یک موقعیت تدریس در دبیرستان رئال در وین، جایی که پیشتر در آن تحصیل کرده بود، پذیرفت.

### ورود به حوزه علمی
در سال ۱۹۳۰، کارلیک در یک آزمایشگاه تحت نظر ویلیام هنری براگ در لندن مشغول به کار شد. در آنجا، او بر روی بلورشناسی کار کرد و از پرتوهای ایکس برای مطالعه ساختار بلورها استفاده نمود. دانش او در زمینه رادیوفیزیک توجه بلورشناسان برجسته‌ای مانند الی ناگز و هلن گیلکریست را جلب کرد. همان سال، او گروهی را با این دو دانشمند تشکیل داد و نخستین بار از آزمایشگاه ماری کوری در پاریس بازدید کرد که آغازگر مکاتبات طولانی‌مدت او با دیگر فیزیک‌دانان زن بود.
اگرچه کارلیک گه‌گاه با ماری کوری مکاتبه داشت، اما به‌طور منظم با فیزیک‌دانان برجسته‌ای مانند الن گلیدیچ و اوا رسمتد، دو نفر از پژوهشگران کوری، و همچنین لیزه مایتنر در ارتباط بود. او در طول زندگی خود با مایتنر ملاقات‌هایی داشت که یکی از اعضای تیم کاشف شکافت هسته‌ای بود.

### پژوهش
پس از تحصیل در پاریس و لندن، او در سال ۱۹۳۱ در مؤسسه پژوهش رادیوم در وین مشغول به کار شد. از سال ۱۹۳۷، او مجاز به ارائه سخنرانی شد و به‌آرامی در سلسله‌مراتب این مؤسسه پیشرفت کرد.
هم‌زمان، کارلیک به گروهی در زمینه پژوهش آب دریا که توسط فیزیک‌دان سوئدی هانس پترسون هدایت می‌شد، پیوست. با ترکیب دانش اقیانوس‌شناسی و رادیواکتیویته، کارلیک به نگرانی‌هایی دربارهٔ مسئله زیست‌محیطی آلودگی آب دریا با اورانیوم پرداخت.
در طول جنگ جهانی دوم، او مهم‌ترین کشف خود را انجام داد؛ اینکه عنصر با عدد اتمی ۸۵، یعنی استاتین، محصولی از واپاشی طبیعی است. کاربرد اصلی استاتین در رادیوتراپی برای از بین بردن سلول‌های سرطانی است. به دلیل این کشف، کارلیک در سال ۱۹۴۷ جایزه جایزه هایتینگر برای شیمی را از آکادمی علوم اتریش دریافت کرد.
او در سال ۱۹۴۵ به عنوان مدیر موقت مؤسسه منصوب شد و در سال ۱۹۴۷، پس از کشف وجود استاتین، به عنوان مدیر رسمی انتخاب شد. برتا کارلیک نخستین زنی بود که در سال ۱۹۵۶ به عنوان استاد تمام در دانشگاه وین منصوب شد. او در سال ۱۹۷۳ بازنشسته شد اما تا زمان درگذشتش در ۱۹۹۰ به کار در این مؤسسه ادامه داد.

### آثار
- "تشعشع آلفا نسبت داده‌شده به عنصر ۸۵"، S.B.Akad. Wiss. Wien, 152:Abt. IIa (شماره‌های ۶–۱۰) ۱۱۰–۱۰۳ (۱۹۴۳)، همراه با ت. برنرت.[۴]
- «عنصر ۸۵ در سری واپاشی طبیعی»، Z. Phys. , 123: (شماره‌های ۱–۲) ۷۲–۵۱ (۱۹۴۴)، همراه با ت. برنرت.[۴]
- «محتوای اورانیوم در آب دریا»، Akad. Wiss. Wien, Ber, 144:2a (شماره‌های ۵–۶) ۲۲۵–۲۱۷ (۱۹۳۵)، همراه با ف. هرنگر.[۴]